# 維爾納·科赫
維爾納·科赫（德語：Werner Koch，1961年7月11日—），德國自由軟體設計師 ，GnuPG的主要作者，同時亦是歐洲自由軟體基金會的辦公室主任和德國分部的副部長。2015年，他因開發GnuPG的工作而獲頒FSF自由軟體促進獎。
記者和安全技術人員非常依賴科赫創建的GnuPG，洩露美國國家安全局（NSA）棱鏡計劃的愛德華·斯諾登亦用它來逃避監控。

## 生平和工作
科赫在1961年7月11日出生於西德的杜塞多夫，現時居於鄰近杜塞多夫的埃尔克拉特。他於1997年開始編寫GnuPG，其靈感啟發自理查德·斯托曼的演講。最終科赫於1999年釋出GnuPG的第一個版本，它之後也成為大多數流行的電子郵件加密程序的基礎，包括GPGTools、Enigmail和Gpg4win。
在1999年，科赫憑著他在德國Unix用戶組的董事會職位獲得德國聯邦經濟事務和能源部318,000德國馬克（約170,000美元）的資助，以使GnuPG與Microsoft Windows兼容。2005年，科赫收到一份支持S/MIME開發工作的德國政府合同。
雖然GnuPG一直很受歡迎，但科赫卻長期陷於經濟困難，自2001年開始每年的淨收入就只有大約25,000美元，因此他考慮放棄該項目並從事更好的牟利編程工作。但科赫注意到斯諾登事件發生後NSA對GnuPG進行監視，因此他選擇繼續運營。在2014年，他舉辦了資助活動，並在其中獲得了137,000美元的公眾捐款，而Facebook和Stripe亦各自承諾每年向GnuPG捐獻五萬美元。2015年，科赫還得到Linux基金會的核心基礎設施倡導者一次性撥款60,000美元。

## 外部連結
- 官方网站